# Provincia de Andijon
La provincia de Andijon (en uzbeko: Андижон вилояти; Andijon viloyati) es una de las doce que, junto con la república autónoma Karakalpakia y la ciudad capital Taskent, conforman la República de Uzbekistán. Su capital es la homónima Andijon. Está ubicada en el extremo este del país, limitando al norte, este y sur con Tayikistán, al suroeste con Ferganá y al noroeste con Namangán. Con 4200 km² es la segunda entidad menos extensa del país —por delante de Taskent (ciudad)— y con 452 hab/km², la segunda más densamente poblada, por detrás de Taskent (ciudad).
Otras ciudades importantes son Asaka (Leninsk), Xonobod, Shahrixon (Moscovskiy) y Qorasuv.

## Economía

### Recursos minerales
Entre los recursos naturales incluyen depósitos de petróleo, gas natural, ozoquerita y caliza. 

### Agricultura
La agricultura de la provincia se basa principalmente en el cultivo del algodón, cereales y viticultura. Destaca el cultivo del melón y la sandía en zonas de riego exclusivamente.

## Divisiones administrativas
|    | Nombre del distrito    | Capital de distrito |
| -- | ---------------------- | ------------------- |
| 1  | Distrito de Andijon    | Kuyganyar           |
| 2  | Distrito de Asaka      | Asaka               |
| 3  | Distrito de Baliqchi   | Baliqchi            |
| 4  | Distrito de Boz        | Boz                 |
| 5  | Distrito de Buloqboshi | Buloqboshi          |
| 6  | Distrito de Izboskan   | Paytug              |
| 7  | Distrito de Jalalkuduk | Ajunbabaev          |
| 8  | Distrito de Jodjaobad  | Jodjaobad           |
| 9  | Distrito de Kurgontepa | Ķürgontepa          |
| 10 | Distrito de Marhamat   | Marhamat            |
| 11 | Distrito de Oltinkol   | Oltinkol            |
| 12 | Distrito de Pajtaabad  | Pajtaabad           |
| 13 | Distrito de Shajrihon  | Shajrihon           |
| 14 | Distrito de Ulugnor    | Okoltin             |

- Datos: Q487384
- Multimedia: Andijan Region / Q487384